# NGC 3521
NGC 3521 is een balkspiraalstelsel in het sterrenbeeld Leeuw. Het hemelobject werd op 22 februari 1784 ontdekt door de Duits-Britse astronoom William Herschel.

## Synoniemen
- UGC 6150
- MCG 0-28-30
- ZWG 10.74
- KARA 461
- PGC 33550